# Cristian Moreno Panezo
Cristian Moreno Panezo (Bogotá, 22 de septiembre de 1970) es un político y abogado colombiano, exgobernador del departamento del Cesar hasta el 31 de diciembre de 2011. Moreno se graduó la Universidad del Atlántico con una especialización en Derecho constitucional por la Universidad Nacional de Colombia. Fue exdiputado y candidato en 2007 del Partido Verde Opción Centro a la gobernación del departamento de Cesar, que finalmente ganó, tiene dos hijos Dima Moreno y Cochi Moreno panezo.
Moreno Panezo se posesionó como gobernador del Cesar el primero de enero de 2008, luego de haber vencido en las elecciones de octubre del año anterior (2007) a los candidatos Arturo Calderón Rivadeneira del movimiento Firmes y Jaime Murgas Arzuaga del Partido Conservador Colombiano. La votación final fue liderada por Moreno Panezo con 142.520 votos, Calderón, en segundo lugar, obtuvo 94.272 votos, y Jaime Murgas Arzuaga, 48.065 votos.